# Triaspis pumila
Triaspis pumila är en stekelart som beskrevs av Papp 1984. Triaspis pumila ingår i släktet Triaspis och familjen bracksteklar. Inga underarter finns listade i Catalogue of Life.